# Coupe fédérale de distance
Pour les articles homonymes, voir CFD.
La Coupe fédérale de distance (CFD) est une compétition de parapente se déroulant en France, organisée par la FFVL. Elle se déroule du 1er septembre au 31 août de l'année suivante. Au cours de cette année, les pilotes compétiteurs peuvent déclarer tout vol de plus de 15 kilomètres. Un système permet d'attribuer des points à chaque vol en fonction de la distance parcourue et du type de parcours effectué :
- Distance libre classique ou distance libre avec un ou deux points de contournement ;
- Parcours en aller et retour, triangle aplati ou quadrilatère ;
- Parcours en triangle.

Seuls les trois meilleurs vols de chaque pilote sont comptabilisés pour le classement à l'issue de la saison.